# Lethal League
Lethal League is een 2D-vechtspel, ontwikkeld en uitgebracht door de Nederlandse computerspelontwikkelaar Team Reptile. Het spel werd oorspronkelijk op 27 augustus 2014 wereldwijd voor pc gelanceerd, gevolgd door versies voor PlayStation 4 en Xbox One in mei 2017. 
Een vervolg, Lethal League Blaze, verscheen in oktober 2018 voor Windows en in juli 2019 voor spelcomputers.

## Spelverloop
Lethal League is een competitief spel dat gespeeld kan worden met twee tot vier spelers. Het doel van het spel is om een bal door het speelveld te slaan en daarmee de tegenstanders te raken. Bij elke succesvolle slag neemt de snelheid van de bal toe. De speler die als laatst in het spel overblijft, wordt tot winnaar uitgeroepen. Er zijn twee spelmodi beschikbaar: één-tegen-één en twee-tegen-twee. Binnen deze modi kunnen spelers individueel (ieder-voor-zich) of in teamverband strijden.

## Ontwikkeling en uitgave
Het idee voor Lethal League ontstond tijdens de ontwikkeling van Megabyte Punch, een ander spel van Team Reptile. Daarin ontdekten de ontwikkelaars dat het leuk was om raketten heen en weer te laten ketsen door ze op het juiste moment te blokkeren; dit principe vormde de basis voor Lethal League.
Aanvankelijk ontstond Lethal League als een prototype, ontwikkeld met Adobe Flash, dat direct in een browser speelbaar was. Dit prototype werd in 2013 gepresenteerd als de "Mystery Game" tijdens de finaleronde van het Ultimate Fighting Game Tournament 9. De positieve reacties van zowel het publiek als de spelers op het toernooi overtuigden Team Reptile ervan het project uit te werken tot een volwaardige commerciële titel.
Een Windows-versie werd in augustus 2014 uitgebracht  via het distributieplatform Steam. Tijdens de eerste week na de release werden er al meer dan 40.000 exemplaren verkocht, meer dan de verwachte 10.000. Uiteindelijk overschreed de verkoop de 400.000 exemplaren. Team Reptile schrijft dit succes grotendeels toe aan de aandacht van invloedrijke youtubers en streamers, zoals PewDiePie en TotalBiscuit, die het spel onder de aandacht van een breed publiek brachten.
Na het succes van de pc-versie werd Lethal League in mei 2017 geporteerd naar PlayStation 4 en Xbox One. Volgens Team Reptile was deze beslissing ingegeven door de overtuiging dat actiespellen van dit type beter tot hun recht komen met een controller.

## Ontvangst
Lethal League ontving overwegend positieve recensies van critici. Met name de unieke gameplay en de multiplayer-ervaring werden geprezen, evenals de snelle actie en hectische speelstijl. Kritiekpunten betroffen voornamelijk het beperkte aanbod aan content. Recensenten merkten op dat de singleplayer-modi, waaronder een challenge-modus, onvoldoende diepgang boden om spelers langdurig te binden.

## Lethal League Blaze
Op 24 oktober 2018 werd een vervolg, genaamd Lethal League Blaze, uitgebracht voor Windows, gevolgd door versies voor Nintendo Switch, PlayStation 4 en Xbox One op 12 juli 2019. Net als zijn voorganger draait Lethal League Blaze om het raken van tegenstanders met een steeds sneller bewegende bal. Het vervolg introduceert echter diverse vernieuwingen, waaronder verbeterde 3D-graphics en nieuwe spelelementen, zoals de mogelijkheid om de bal te vangen en gericht terug te werpen. Een significant verschil met het origineel is de introductie van een levenspuntensysteem, waardoor spelers niet langer na één treffer zijn uitgeschakeld. Daarnaast werden nieuwe speelbare personages, een verhaalmodus en de spelmodus "Lethal Volley" toegevoegd.